# Pivo
Pivo, u nekim krajevima i piva, je alkoholno piće dobiveno nepotpunim vrenjem vodenog ekstrakta ječmenog (rjeđe pšeničnog) slada uz dodatak hmelja.
Smatra se jednim od najstarijih alkoholnih pića u povijesti.
Pod pivom se podrazumijeva slabo alkoholno piće, koje se proizvodi u procesu alkoholnog vrenja iz slada, hmelja, vode i pivskog kvasca. Voda je glavni dio napitka. Slad se dobiva od žitarica, najčešće od ječma i daje pivu sastojke ekstrata o kojem ovisi punoća okusa i koncentracija osnovnog ekstrata piva.
Hmelj konzervira pivo i daje mu ugodan miris i gorak ukus, dok pivski kvasac izaziva alkoholno vrenje u kome šećer prelazi u alkohol i ugljikov dioksid. Pivo je potpuno prirodan i biološki uravnotežen proizvod, pa se s pravom smatra "tekućom hranom". Energetska vrijednost jedne litre standardnog piva odgovara energetskoj vrijednosti jedne litre punomasnog mlijeka.

## Povijest
Pivo je jedno od najpopularnijih alkoholnih pića. Tijekom 1985. ekipa Škotskog narodnog muzeja iz Edinbourgha iskopala je u Rimu, na jednom od hebridskih otoka, posudu od terakote s nepoznatim sastojcima, iz neolitskog doba. Analizom tog nalaza dobiven je napitak za pivo, koje se dobivalo od zobi, ječma, meda i paprati. Ovo piće, za koje mnogi tvrde da je zapravo jelo, koristilo se već u pretpovijestnom razdoblju. Proizvodili su ga Kelti, Germani, Slaveni i Skiti. Proizvodilo se od ječma, pšenice, zobi i heljde, a mnogi stari narodi dodavali su mu razne začine i med. Današnji glavni sastojak, hmelj, počeo se koristiti tek u 13. stoljeću. Pivopijska središta u starom vijeku bila su u Armeniji, Mezopotamiji i Egiptu. Odatle su pivo kasnije preuzeli Grci i Rimljani.

## Sastav piva
Sastojci su: voda, etanol, ugljični dioksid i neprovreli dio ekstrakta (suhe tvari) slada. Udio etanola ovisi o koncentraciji suhe tvari u sladu od koje je pivo proizvedeno i stupnju prevrenja. Ovisno o vrsti piva, udio alkohola može biti različit, tj. manji od 3 % kod "bezalkoholnih" piva i veći od 8 % kod ječmenih vina. Lager piva sadrže do 0,5 % ugljičnog dioksida, koji mu daje svježinu, te bitno utječe na pjenušavost. Stabilnost pjene ovisi o koncentraciji i kemijskom sastavu neprevrelog dijela ekstrakta, pa se piva s više ekstrakta mahom jače pjene. Trajnost pjene ovisi o količini i kemijeskom sastavu ekstrakta i varira kod različitih vrsta piva. Mjehurići ugljičnog dioksida koji se dižu s dna prema površini pomažu održavanju pjene. Ekstrakt piva pretežno čine ugljikohidrati i manja količina proteina, aminokiselina, glicerina i sastavnih dijelova hmelja. O sastavu ekstrakta ovisi punoća okusa piva. Kemijski sastav ekstrakta ne ovisi samo o vrsti slada, nego i o načinu proizvodnje sladovine i vođenja fermentacije, odnosno stupnja konačnog prevrenja na kraju fermentacije.

## Porijeklo
Prema starim iskopinama i zapisima arheolozi su utvrdili da su stari Babilonci proizvodili pivo u domaćinstvu još 7000 godina pr. Kr. Imali su 16 sorti piva, a za vrenje su koristili ječmeni šećer i pšenicu. Odande se proizvodnja piva prenijela u stari Egipat, Perziju, Grčku i druge zemlje. Egipćani su poznavali proizvodnju piva već 2000 godina pr. Kr., a Grci su, primajući civilizaciju od njih, naučili i vještinu proizvodnje piva, za njima Rimljani, pa stari Germani i onda ostale europske zemlje. U je doba pivo je proizvođeno od šećera, ali bez hmelja, tako da je dobiveni proizvod bio vrlo kisel. Tada su u pivo dodavali različite trave - pelin, lupin glog, šafran i dr. Primjena hmelja predstavlja važno otkriće i čini osnovu suvremene tehnologije piva. Hmelj se prvi put počeo koristiti u Novgorodskoj Rusiji. Usavršavanje parnog stroja vrlo se povoljno odrazilo na razvoj pivarstva. Najvažniji tehnički pronalazak predstavlja pronalazak stroja za hlađenje. Zahvaljujući najvažnijim znanstveno-tehničkim dostignućima u 19. st., stvorene su pretpostavke za pretvaranje usitnjenih poduzeća u velike pivovare.

## Temperatura piva
Različiti proizvođači piva preporučuju optimalne temperature na kojima se piju njihova piva. Međutim, ovisno o vrsti, podvrsti i o sastojcima piva, mogu se dosta točno odrediti temperature na kojima pivo daje najbolju kvalitetu. Na primjer, pilsneri se služe na dosta niskim temperaturama, oko 0 °C, dok većina britanskih aleova, portera i stouta na temperaturama podruma ("British Cellar Temperature"), od 5 °C do 11 °C, neki čak i do 13 °C.
Temperatura dosta utječe na okus piva. Što je hladnije, manja je i količina ugljičnog dioksida, samim tim manje je izražen okus i miris piva. Hladnije pivo utječe i na to da receptori okusa i mirisa u ustima i nosu izgube osjetljivost. Temperature na kojima se služe glavne vrste piva su:
- Pilsneri na 0 °C
- Lageri od 5 °C do 9 °C
- Aleovi od 7 °C do 11 °C
- Stouti od 8 °C do 13 °C
- Stari aelovi na sobnoj temperaturi

## Čaše za pivo
Da bi pivo, dok se pije, duže vrijeme zadržalo svoju kvalitetu, odnosno temperaturu koja je optimalna za određenu vrstu, najpogodnije su čaše koje imaju debelo staklo. Takva čaša služi kao izolator od vanjske temperature. Zbog toga su krigle vrlo popularne, jer imaju debelo staklo i vrlo dugo mogu održati optimalnu temperaturu. Osim krigla koriste se i čaše sa "stalkom" jer sprečavaju da ruka, koja drži čašu, grije pivo. Takve čaše se hvataju za stalak, a ne za tijelo. U svakom slučaju, i krigla i čaša moraju biti dovoljno velike da može stati cijelo pivo iz boce, skupa s pjenom. Mnogi ne vole pjenu tako da pivo ulijevaju duž brida čaše. Pjena je posebno važna i osobito utječe na opći dojam o nekom pivu. Onemogućuje zagrijavanje piva i nalazi se kao izolator između piva i vanjske okoline, te pivu daje neophodnu gorčinu, okus pivskog kvasca i miris.
Važan je i oblik čaše koji mora biti prilagođen vrsti piva. Pijete li "lager" pivo, koje se pije brzo i ima manji postotak alkohola, ono se toči u kruškoliku čašu bez dugačke nogice. Kako se brzo pije, ono se ne stigne zgrijati. Nasuprot tome, posebna, sortna piva toče se u čaše tipa pehara, s dužom nogicom. Ona su, naime, jača, polako se pijuckaju jer sadrže veći postotak alkohola, a duža nogica omogućuje da ne zagrijavamo pivo držeći rukom čašu.
Danas se pivske čaše izrađuju isključivo od stakla. Ranije se pivo pilo iz volujskih rogova, iz pehara od metala ili kamena, iz posuda koje su pravljene od drvenih daščica ili od drveta na neki drugi način, i najčešće od terakote. Krigle su, u to vrijeme, često imale poklopac koji je štitio pivo od muha, koje su se rojile u pivnicama.

## Pivo u zakonu
Pivo se našlo i u prvom pisanom zakoniku na svijetu – Hamurabijevom zakoniku (uklesanom klinopisom na stupu od crnog diurita (vrsta kamena vulkanskog porijekla). Hamurabi, babilonski kralj (1729. – 1686. pr. Kr.) kaže: "Pivo ne smije sadržavati previše vode i ne smije se prodavati po previsokoj cijeni."[nedostaje izvor]
U zakonu još stoji: "Ako ne naplaćuje gostu žitom, nego traži novac, vara li na težini ili toči loše piće, treba biti pozvana na odgovornost i bačena u vodu. U pivnici žena može biti točiteljica, ali u pivnicu ne smije doći kao gošća. Žena koja ide u gostionicu piti, ima biti spaljena."[nedostaje izvor]
Zna se da je tada pivo bila jedna od svakodnevnih potreba kako bi se ugasila žeđ, a i zbog njegove energetske vrijednosti. Kopači kanala i muškarci zaposleni u polju dobivali su dnevno do pet litara piva, a žene koje su obavljale teže fizičke poslove dvije do tri litre.
Povijest piva nastavlja se preko Sumerana, Etruščana, Rimljana, nordijskih naroda pa sve do kršćanske Europe. Redovnici su bili prvi koji su pivu pridodali hmelj – iz "medicinskih" razloga, a i radi boljeg konzerviranja. Pivo je tako postalo "ljekovitim napitkom",[nedostaje izvor] postalo je dijelom redovničke prehrane, a smjelo se piti i u dane posta. Nema podataka da se pivo proizvodilo u pravoslavnim manastirima.
Najpoznatiji zakon o pivu svakako je Deutsche Reinheitsgebot, zakon iz 1516., prvotno izdan u Bavarskoj, a potom proširen i ostatkom njemačkih zemalja. Prema tom zakon, koji je uklopljen i u današnje njemačke zakone, pivo se smije proizvoditi samo od vode, hmelja, slada (i kvasca), bez drugih dodataka. Oznaka "Gebraut nach dem Deutschen Reinheitsgebot" (Proizvedeno prema Njemačkom zakonu o čistoći piva) istaknuta je na tako proizvedenom pivu.[nedostaje izvor]
Danas je to snažna proizvodna grana. Najveći proizvođači su Njemačka, Velika Britanija, SAD, zatim Češka, Belgija i Irska.

## Degustacija
1. Prostor u kojem ćete degustirati pivo treba biti dovoljno osvijetljen kako biste ocijenili bistrinu i boju piva. Do vas ne bi smjeli dopirati nikakvi drugi mirisi.
2. Čaša u koju se toči pivo mora biti savršeno čista, bez ogrebotina i dovoljno velika da u nju stane i vaš nos dok ispijate gutljaj tekućine. Na taj ćete način najbolje osjetiti i miris piva.
3. Prije degustacije piva ne jedite jako začinjenu i masnu hranu. Također, ne koristite parfem, ruž za usne i druge kozmetičke preparate.
4. Prije otvaranja, provjerite rok trajanja piva, kao i ima li u boci taloga.
5. Osjetite bocu! Naravno, pivo mora biti hladno, ali ni tu nije dobro pretjerivati. Idealna temperatura za pivo kreće se između 22 – 25 stupnjeva Celzijevih. Zaboravite predrasude o "ledenom pivu" jer na preniskoj temperaturi nećete osjetiti nikakvu aromu piva.
6. Kada otvarate bocu obratite pažnju na količinu pjene i kako reagira ugljični dioksid prilikom otvaranja čepa.
7. Kada točite pivo samo ga pustite da klizne niz unutrašnjost čaše. Tek kad ste ispunili otprilike dvije trećine čaše možete ispraviti bocu kako biste na kraju dobili i pjenu. Uz pivo uvijek mora ići i pjena, a pjena se mora uzdizati i preko ruba čaše.
8. Kad ste pivo natočili u čašu smjesta ispitajte miris (slično kao i kod vina). Naime, mnogi aromatični sastojci piva ispare vrlo brzo u dodiru sa zrakom. Osjećate li aromu slada? Vuče li na limun, cvijeće ili na svježe pokošenu travu?
9. Zatim otpijte jedan veći gutljaj. Za razliku od vina, pivo se ispija u većim gutljajima i usna šupljina mora biti puna. Osjetite i usporedite odnos između temperature, arome i stupnja zapjenjenosti.
10. Nikad ne mućkajte pivo u ustima! Samo pustite da klizne u vaš želudac. Pokušajte usporediti odnos temperature, arome i stupnja zapjenjenosti prije i poslije gutljaja. Pričekajte petnaestak sekundi i ponovo pokušajte odrediti okus piva nakon gutljaja. Je li sladak ili suh? Zadržava li se u ustima ili brzo nestane?
11. Još jedanput pomirišite pivo. Neke arome dolaze do izražaja minutu do dvije nakon otvaranja boce. Zatim ponovno otpijte jedan dobar gutljaj i usporedite rezultate s onima na početku testa.
12. Kako biste "očistili" svoja osjetila koja sudjeluju u testiranju piva, dovoljni su nezasoljeni krekeri ili običan kruh.

## Ocjenjivanje kvalitete piva
Postoji mnogo načina ocjenjivanja kvalitete piva. Jedan od najprihvatljivijih načina je metoda Freda Ekharta, jednog od najvećih poznavatelja piva. Napravio je nekoliko kategorija koje su bitne u analizi i koje pojedinačno ocjenjuje. Zbir tih ocjena daje broj koji označava kvalitetu određenog piva. Maksimalan broj bodova po ovoj metodi je 20.
Postoje sljedeće kategorije koje se ocjenjuju:
1. Izgled (najviše 3 boda):
  - ocjenjuje se izgled i stabilnost pjene
  - provjerava se talog na dnu boce
  - ocjenjuje se izgled piva u čaši
2. Miris (najviše 4 boda):
  - ocjenjuju se opći miris, bouquet i prisutnost mirisa hmelja
3. Okus (najviše 10 bodova):
  - ocjenjuje se kvaliteta hmelja
  - provjerava se odnos slada i alkohola
  - određuje se osobnost piva
  - ocjenjuje se okus koji ostaje u ustima
  - gustoća
4. Opći dojam (najviše 3 boda)

### Proizvođači piva u Hrvatskoj
- Bujska pivovara
- Buzetska pivovara
- Carlsberg Hrvatska
- Craft Pivovara Vukovar
- Daruvarska pivovara
- Jadra
- Karlovačka pivovara
- Nova runda
- Osječka pivovara
- Pivionica
- Pivovara Ličanka
- Vukovarsko pivo
- Zagrebačka pivovara
- Zmajska pivovara
- Hold'em Brewery
- Varionica craft brewery
- Kaltenberg Adria

### Proizvođači piva u inozemstvu
- Prima Pivo
- Pivovara Laško
- Bihaćka pivovara

## Vanjske poveznice
- Službeni katolički blagoslov piva (eng., lat.)
- Pivo Hrvatska tehnička enciklopedija, portal hrvatske tehničke baštine. LZMK

### Ostali projekti
|  | Zajednički poslužitelj ima stranicu o temi Pivo    |
|  | Zajednički poslužitelj ima još gradiva o temi Pivo |
|  | Wječnik ima rječničku natuknicu pivo               |

|  | Zajednički poslužitelj ima još gradiva o temi Hrvatsko pivo |